# Grand Prix moto de Suisse 1952
Le Grand Prix moto de Suisse 1952 est la première manche du Championnat du monde de vitesse moto 1952. La compétition s'est déroulée le 17 au 18 mai 1952 sur le circuit de Bremgarten. C'est la 22e édition du Grand Prix moto de Suisse et la 4e édition comptant pour le championnat du monde.

## Résultats des 500 cm³
| Pos | Pilote          | Moto       | Tours | Temps/Écart       | Points |
| --- | --------------- | ---------- | ----- | ----------------- | ------ |
| 1   | Jack Brett      | AJS        | 28    | 1 h 21 min 03 s 0 | 8      |
| 2   | Bill Doran      | AJS        | 28    | +20 s 6           | 6      |
| 3   | Carlo Bandirola | MV Agusta  | 28    | +1 min 28 s 4     | 4      |
| 4   | Nello Pagani    | Gilera     |       |                   | 3      |
| 5   | Rod Coleman     | AJS        |       |                   | 2      |
| 6   | Ray Amm         | Norton     |       |                   | 1      |
| 7   | Libero Liberati | Gilera     |       |                   |        |
| 8   | Syd Lawton      | Norton     |       |                   |        |
| 9   | Willy Lips      | Norton     |       |                   |        |
| 10  | Friedel Schön   | Horex      |       |                   |        |
| 11  | Hans Wirz       | Triumph    |       |                   |        |
| 12  | Bill Beevers    | Norton     |       |                   |        |
| 13  | Max Forster     | Gilera     |       |                   |        |
| 14  | Carlo Belotti   | Moto Guzzi |       |                   |        |

## Résultats des 350 cm³
| Pos | Pilote           | Moto      | Tours | Temps             | Points |
| --- | ---------------- | --------- | ----- | ----------------- | ------ |
| 1   | Geoff Duke       | Norton    | 21    | 1 h 02 min 13 s 6 | 8      |
| 2   | Rod Coleman      | AJS       | 21    | +53 s 0           | 6      |
| 3   | Reg Armstrong    | Norton    | 21    | +2 min 02 s 1     | 4      |
| 4   | Jack Brett       | AJS       |       |                   | 3      |
| 5   | Syd Lawton       | AJS       |       |                   | 2      |
| 6   | Ray Amm          | Norton    |       |                   | 1      |
| 7   | Ken Kavanagh     | Norton    |       |                   |        |
| 8   | W. Wanner        | AJS       |       |                   |        |
| 9   | Paul Fuhrer      | Velocette |       |                   |        |
| 10  | Werner Gerber    | AJS       |       |                   |        |
| 11  | Willy Lips       | Norton    |       |                   |        |
| 12  | Kurt Knopf       | AJS       |       |                   |        |
| 13  | Max Forster      | Velocette |       |                   |        |
| 14  | Bill Beevers     | Norton    |       |                   |        |
| 15  | M. Fontanesi     | AJS       |       |                   |        |
| 16  | Roland Schnell   | Horex     |       |                   |        |
| 17  | Werner Mazanec   | AJS       |       |                   |        |
| 18  | L. Harris        | Velocette |       |                   |        |
| 19  | F. Ellenberger   | AJS       |       |                   |        |
| 20  | Edmund Laederach | AJS       |       |                   |        |

## Résultats des 250 cm³
| Pos | Pilote            | Moto       | Tours | Temps         | Points |
| --- | ----------------- | ---------- | ----- | ------------- | ------ |
| 1   | Fergus Anderson   | Moto Guzzi | 18    | 57 min 23 s 0 | 8      |
| 2   | Enrico Lorenzetti | Moto Guzzi | 18    | +6 s 1        | 6      |
| 3   | Leslie Graham     | Benelli    | 21    | +24 s 7       | 4      |
| 4   | Alano Montanari   | Moto Guzzi |       |               | 3      |
| 5   | Nino Grieco       | Parilla    |       |               | 2      |
| 6   | Gotthilf Gehring  | Moto Guzzi |       |               | 1      |
| 7   | Carlo Belotti     | Moto Guzzi |       |               |        |
| 8   | Hermann Gablenz   | Horex      |       |               |        |

## Résultats des Sidecars
| Pos | Pilote           | Passager          | Moto    | Tour | Temps         | Points |
| --- | ---------------- | ----------------- | ------- | ---- | ------------- | ------ |
| 1   | Albino Milani    | Giuseppe Pizzocri | Gilera  | 16   | 54 min 54 s 3 | 8      |
| 2   | Cyril Smith      | Bob Clements      | Norton  | 16   | +5 s 4        | 6      |
| 3   | Jacques Drion    | Bob Onslow        | Norton  | 16   | +2 min 47 s 1 | 4      |
| 4   | Ferdinand Aubert | René Aubert       | Norton  |      |               | 3      |
| 5   | Marcel Masuy     | Denis Jenkinson   | Norton  |      |               | 2      |
| 6   | Jean Murit       | André Emo         | Norton  |      |               | 1      |
| 7   | Julius Beer      | Gernot Zingerle   | Norton  |      |               |        |
| 8   | Franz Mohr       | Günter Müller     | BMW     |      |               |        |
| 9   | Fritz Mühlemann  | Marie Mühlemann   | Triumph |      |               |        |
| 10  | Roland Benz      | ?                 | Triumph |      |               |        |
| 11  | Hermann Böhm     | ?                 | Norton  |      |               |        |
| 12  | André Reichlin   | ?                 | Norton  |      |               |        |
| 13  | Heinrich Stamm   | ?                 | Norton  |      |               |        |
| 14  | F. Vaason        | ?                 | Norton  |      |               |        |
| 15  | J. Suter         | ?                 | FN      |      |               |        |